# Tournoi des Six Nations des moins de 20 ans 2021
Cet article traite de l'épreuve des juniors. Pour la compétition sénior, voir Tournoi des Six Nations 2021. Pour la compétition féminine, voir Tournoi des Six Nations féminin 2021.
Pour un article plus général, voir Tournoi des Six Nations des moins de 20 ans.
Navigation
Tournoi des moins de 20 ans 2020 Tournoi des moins de 20 ans 2022
Le Tournoi des Six Nations des moins de 20 ans est une compétition annuelle de rugby à XV disputée par six équipes européennes : Angleterre, pays de Galles, Irlande, France, Écosse et Italie.
Alors que l'édition 2020 du tournoi des moins de 20 ans n'a pu être menée à terme pour cause de pandémie de Covid-19, le calendrier de l'édition 2021 a été réaménagé par rapport aux prévisions initiales.
L'édition se tient en un lieu unique, le Cardiff Arms Park.
L'équipe d'Angleterre remporte le Tournoi en réalisant le Grand Chelem, Jack van Poortvliet est élu meilleur joueur de la compétition.

## Calendrier des matchs
Les heures sont données dans le fuseau utilisé par le pays de Galles, pays qui reçoit : WET (UTC+0).
Première journée
| Le 19 juin à 14 h | Cardiff Arms Park, Cardiff | Écosse -20         | 7 - 38  | Irlande -20 |
| Le 19 juin à 17 h | Cardiff Arms Park, Cardiff | Angleterre -20     | 38 - 22 | France -20  |
| Le 19 juin à 20 h | Cardiff Arms Park, Cardiff | Pays de Galles -20 | 25 - 8  | Italie -20  |

Deuxième journée
| Le 25 juin à 14 h | Cardiff Arms Park, Cardiff | Angleterre -20     | 31 - 12 | Écosse -20  |
| Le 25 juin à 17 h | Cardiff Arms Park, Cardiff | Italie -20         | 11 - 13 | France -20  |
| Le 25 juin à 20 h | Cardiff Arms Park, Cardiff | Pays de Galles -20 | 12 - 40 | Irlande -20 |

Troisième journée
| Le 1er juillet à 14 h | Cardiff Arms Park, Cardiff | Écosse -20         | 3 - 43  | Italie -20     |
| Le 1er juillet à 17 h | Cardiff Arms Park, Cardiff | Pays de Galles -20 | 19 - 36 | France -20     |
| Le 1er juillet à 20 h | Cardiff Arms Park, Cardiff | Irlande -20        | 15 - 24 | Angleterre -20 |

Quatrième journée
| Le 7 juillet à 14 h | Cardiff Arms Park, Cardiff | Italie -20         | 23 - 30 | Irlande -20    |
| Le 7 juillet à 17 h | Cardiff Arms Park, Cardiff | France -20         | 45 - 21 | Écosse -20     |
| Le 7 juillet à 20 h | Cardiff Arms Park, Cardiff | Pays de Galles -20 | 3 - 45  | Angleterre -20 |

Cinquième journée
| Le 13 juillet à 14 h    | Cardiff Arms Park, Cardiff | Angleterre -20     | 27 - 17 | Italie -20 |
| Le 13 juillet à 16 h 45 | Cardiff Arms Park, Cardiff | Irlande -20        | 28 - 34 | France -20 |
| Le 13 juillet à 20 h    | Cardiff Arms Park, Cardiff | Pays de Galles -20 | 32 - 24 | Écosse -20 |

## Classement
| Rang | Nation             | J | V | N | D | Bo | Bd | Pm  | Pe  | Diff | Pts |
| ---- | ------------------ | - | - | - | - | -- | -- | --- | --- | ---- | --- |
| 1    | Angleterre -20     | 5 | 5 | 0 | 0 | 5  | 0  | 165 | 69  | +96  | 28  |
| 2    | France -20         | 5 | 4 | 0 | 1 | 3  | 0  | 150 | 117 | +33  | 19  |
| 3    | Irlande -20 (T)    | 5 | 3 | 0 | 2 | 3  | 1  | 151 | 100 | +51  | 16  |
| 4    | Pays de Galles -20 | 5 | 2 | 0 | 3 | 1  | 0  | 91  | 153 | -62  | 9   |
| 5    | Italie -20         | 5 | 1 | 0 | 4 | 1  | 2  | 102 | 98  | +4   | 7   |
| 6    | Écosse -20         | 5 | 0 | 0 | 5 | 0  | 0  | 67  | 189 | -122 | 0   |

|  | Vainqueur du tournoi.               |
|  | T : tenant du titre (édition 2019). |

Attribution des points : quatre points sont attribués pour une victoire, deux points pour un match nul, aucun point en cas de défaite, un point si au moins 4 essais marqués, un point en cas de défaite avec moins de 8 points d'écart, trois points en cas de Grand Chelem.
Règles de classement : 1. points marqués ; 2. différence de points de matchs ; 3. nombre d'essais marqués ; 4. titre partagé.